# Caladenia magnifica
Caladenia magnifica là một loài thực vật có hoa trong họ Lan. Loài này được (Nicholls) D.L.Jones & G.W.Carr mô tả khoa học đầu tiên năm 1989.